# فلوريد المنغنيز الرباعي
فلوريد المنغنيز الرباعي (أو رباعي فلوريد المنغنيز) هو مركب لاعضوي صيغته MnF4، ويوجد في الشروط القياسية على هيئة صلب أزرق.

## التحضير
يحضر من تفاعل فلز المنغنيز مع غاز الفلور:
{\displaystyle \mathrm {Mn+2\ F_{2}\longrightarrow MnF_{4}} }
كما يُحضّر من فلورة ثنائي فلوريد المنغنيز MnF2 بالفلور أو ثنائي فلوريد الكريبتون.

## الخواص
يوجد هذا المركب في الشروط القياسية على هيئة صلب أزرق، وهو يتفاعل مع الماء؛ كما يتفكك بوجود الرطوبة الجوية.

## الاستخدامات
يدخل مركب فلوريد المنغنيز الرباعي في دورة تنقية غاز الفلور صناعياً، والذي يكون مشاباً بمركب HF فلوريد الهيدروجين؛ إذ يعالج بمركب MnF3 فلوريد المنغنيز الثلاثي والذي يتفلور إلى فلوريد المنغنيز الرباعي، ثم يفكك الأخير مطلقاً غاز الفلور النقي.